# Ermlitz
Ermlitz ist ein Ortsteil der Gemeinde Schkopau im Saalekreis (Sachsen-Anhalt). Ermlitz zugeordnet sind die Orte Oberthau und Rübsen.

## Geografie und Nahverkehr

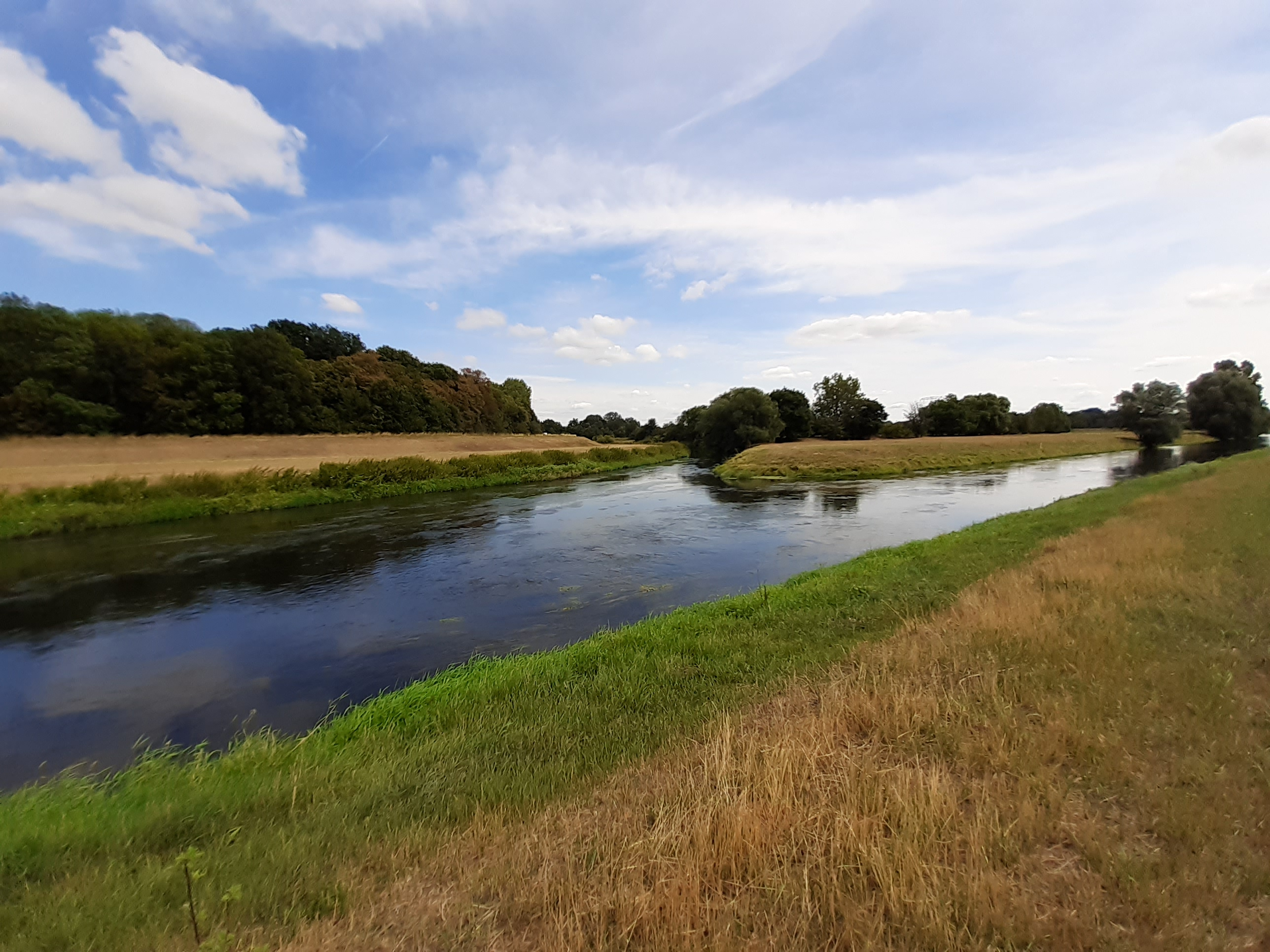
Mündung der Neuen Luppe (rechts) in die Weiße Elster

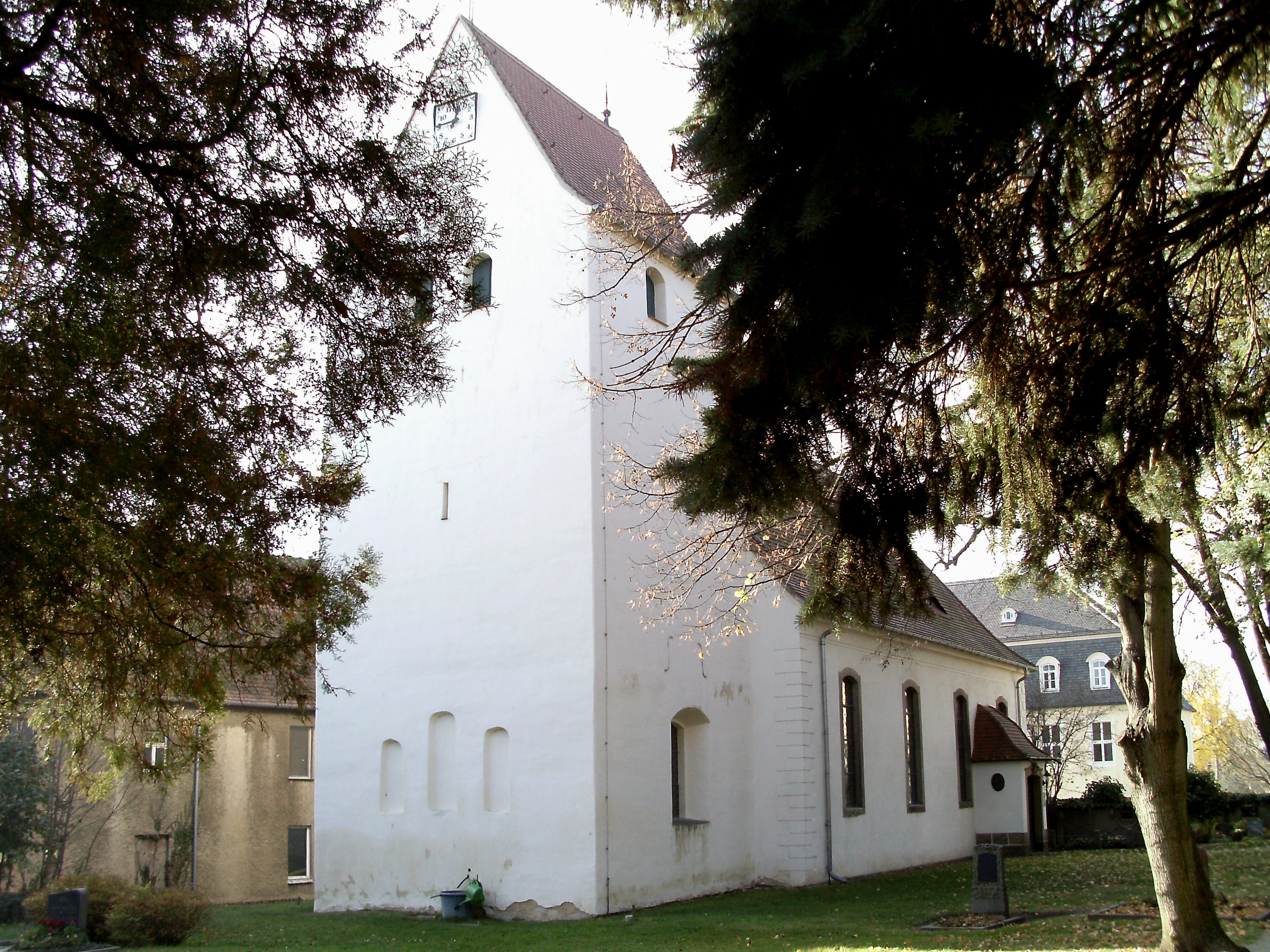
Die Dorfkirche Ermlitz

Ermlitz liegt östlich des Hauptortes Schkopau an der Landstraße 170, nördlich des Flusses Weiße Elster und westlich der sächsischen Stadt Schkeuditz (Landkreis Nordsachsen). Zwischen Ermlitz und Schkeuditz verläuft die BAB 9. Südlich von Rübsen vereinigen sich die breitere Neue Luppe im künstlichen Flussbett und die schmalere Weiße Elster im natürlichen Flussbett zur Weißen Elster im künstlichen Flussbett.
Im öffentlichen Nahverkehr ist Ermlitz über die Haltestellen An der Mühle und Pestalozzistr. mit folgender Linie erreichbar:
- 724 (PNVG): Merseburg – Halle (Saale) – Röglitz – Ermlitz – Schkeuditz

## Geschichte

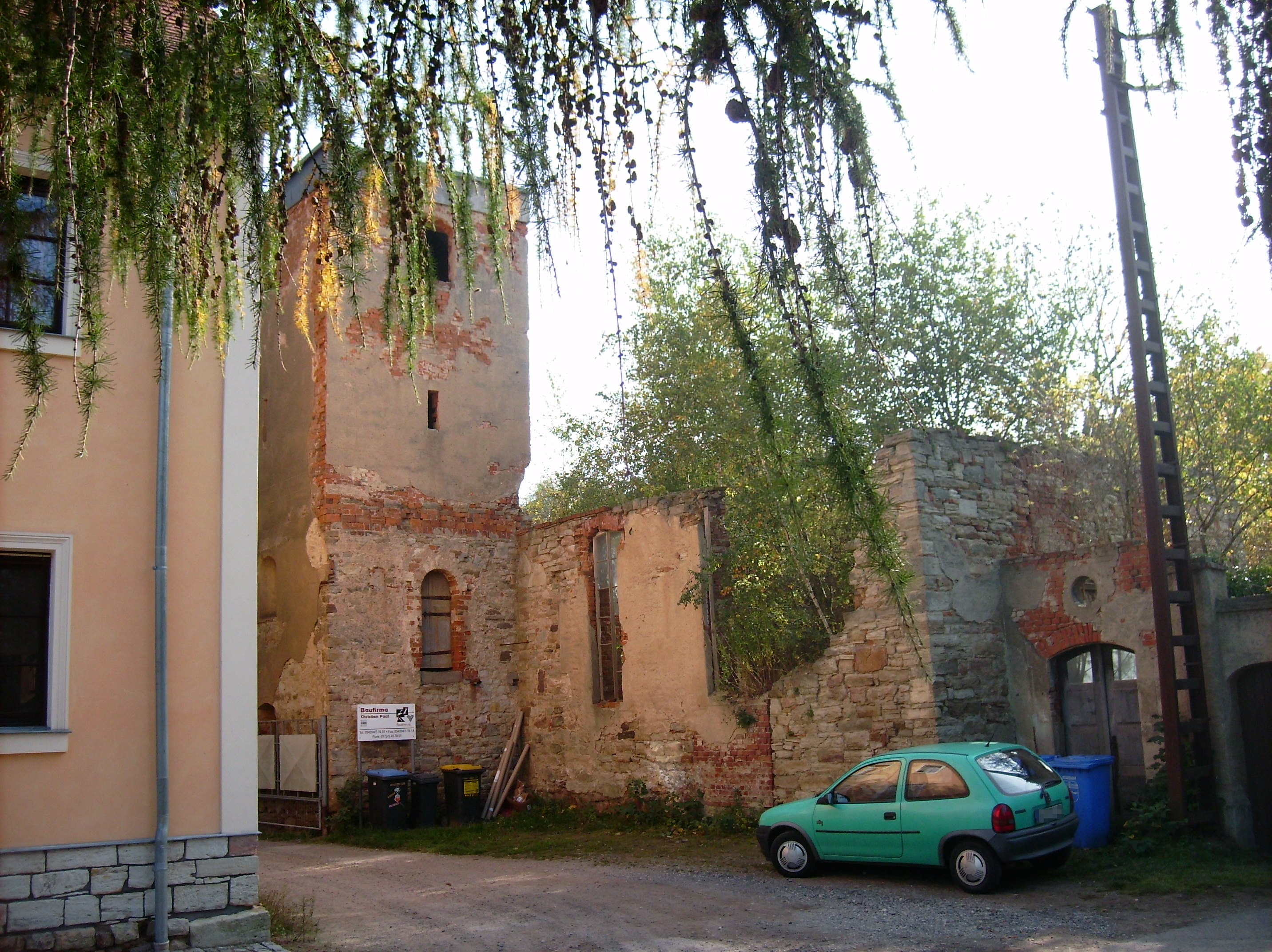
Kirchenruine in Oberthau

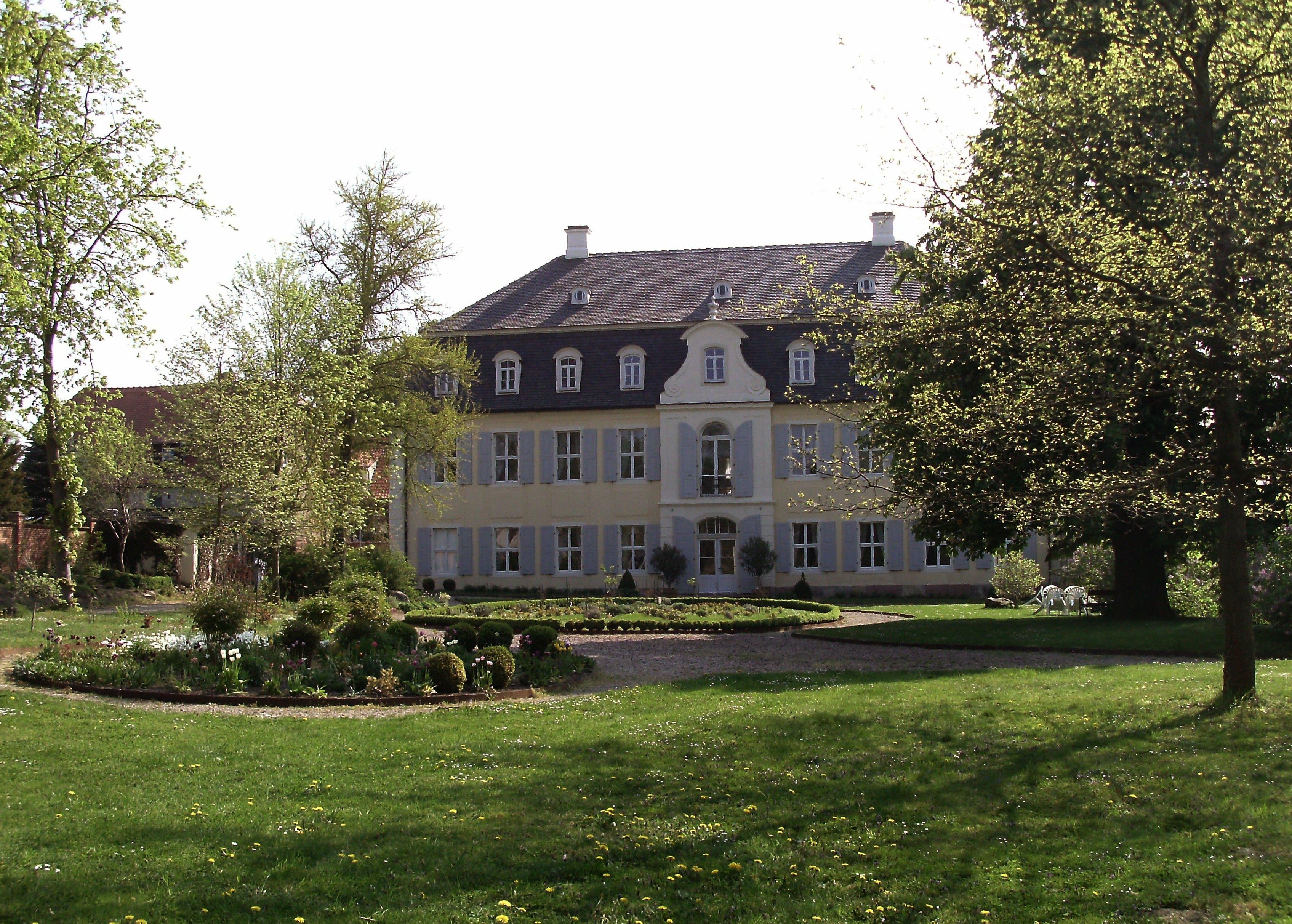
Parkseite des Herrenhauses

Für die Orte Ermlitz, Oberthau und Rübsen sind folgende Ersterwähnungsdaten bekannt: Oberthau: 1264, Rübsen: 1267 und Ermlitz: 1428. Die drei Orte gehörten bis 1815 zum hochstiftlich-merseburgischen Amt Schkeuditz, das seit 1561 unter kursächsischer Hoheit stand und zwischen 1656/57 und 1738 zum Sekundogenitur-Fürstentum Sachsen-Merseburg gehörte.
Durch die Beschlüsse des Wiener Kongresses wurden die Orte Ermlitz, Oberthau und Rübsen mit dem Westteil des Amts Schkeuditz im Jahr 1815 an Preußen abgetreten. Bei der politischen Neuordnung Preußens wurden sie 1816 dem Kreis Merseburg im
Regierungsbezirk Merseburg der Provinz Sachsen zugeteilt, zu dem sie bis 1952 gehörten. Am 1. Juli 1950 wurde Oberthau nach Ermlitz eingemeindet, Rübsen gehörte in dieser Zeit bereits zu Ermlitz.

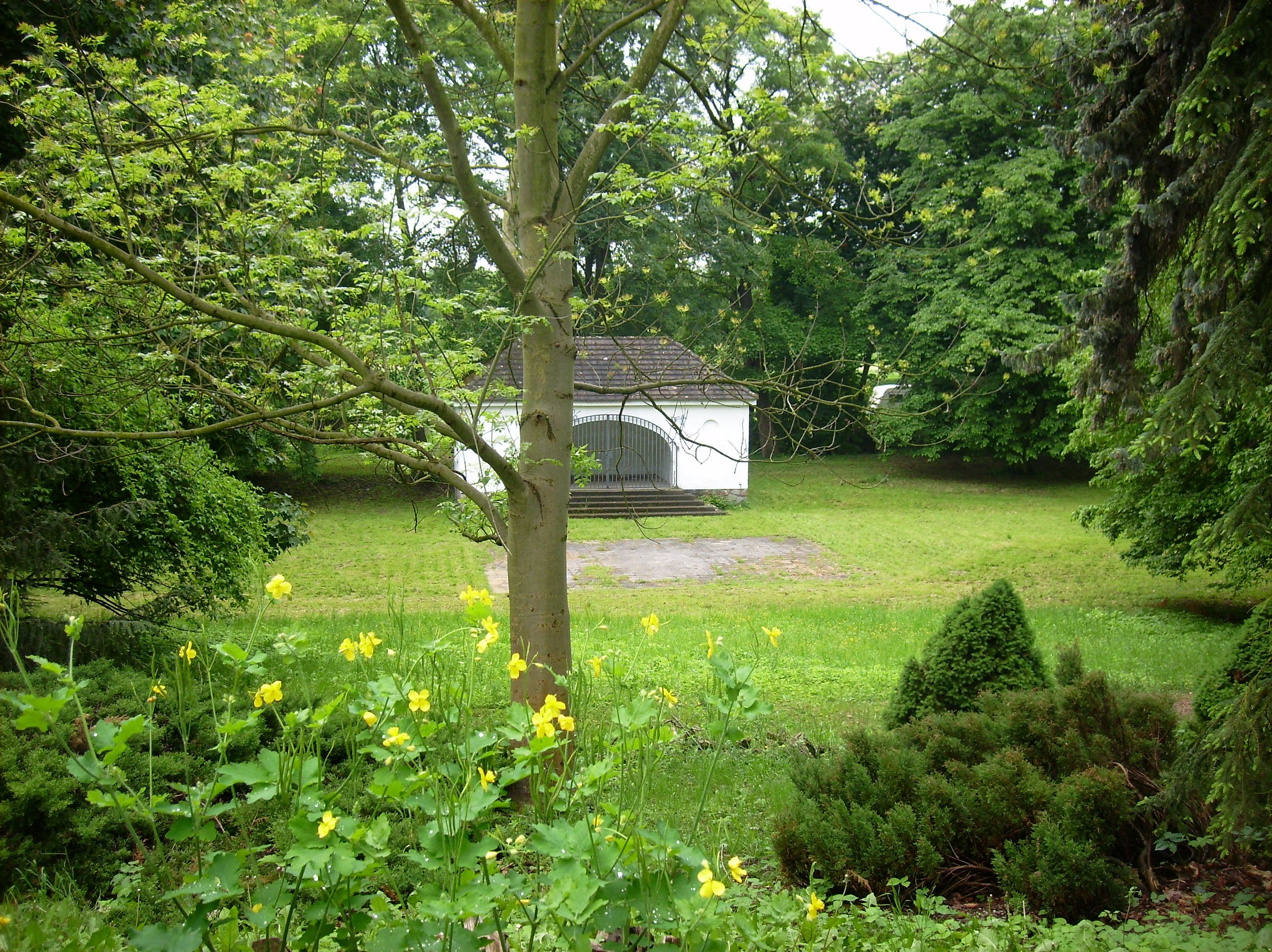
Das Theatrium im Park des Rittergutes

Bei der Kreisreform in der DDR wurde Ermlitz im Jahr 1952 dem Kreis Merseburg im Bezirk Halle zugeteilt, der 1994 im Landkreis Merseburg-Querfurt und 2007 zum Saalekreis kam. Aufgrund des schlagartig sinkenden Bedarfs an Braunkohle, welcher mit der Deutschen Wiedervereinigung 1989/90 einherging, blieb Ermlitz die für 1997 geplante Umsiedlung für den Aufschluss eines Braunkohletagebaus erspart. Am 1. August 2004 wurde Ermlitz mit acht weiteren Gemeinden zur Einheitsgemeinde Schkopau vereinigt.

## Ortschaftsrat
Der Ortschaftsrat besteht aus sieben Mitgliedern. Aus seiner Mitte wurde am 2. Juli 2009 der Ortsbürgermeister Patrick Wanzek (SPD) gewählt. Das Bürgerbüro befindet sich in der Pestalozzistraße 23.

## Sehenswürdigkeiten
- Dorfkirche, spätromanische Saalkirche. Verputzter Bruchsteinbau, Rechtecksaal mit einer Spiegeldecke mit linearen Strukturen, quadratischer Chorturm mit Satteldach, Kirchenschiff mit Walmdach. Im 18. Jahrhundert von innen barockisiert.[4]
- Von der Kirche in Oberthau ist nur noch eine Ruine vorhanden.
- Rittergut Ermlitz  mit Barock-Herrenhaus und samt Park, auch Apels Gut genannt, erbaut in der 2. Hälfte des 18. Jahrhunderts unter Carl Hieronymus von Bose (1718–1797)

## Söhne und Töchter (Auswahl)
- Ernst Ludwig Herrfurth (1830–1900), preußischer Staatsmann, Politiker und Innenminister